# Живое дерево
В канадском праве тео́рия живо́го де́рева — теория интерпретации конституции, по которой конституция связана с жизнью человека и должна трактоваться широко и прогрессивно, чтобы соответствовать изменившейся обстановке.
Теория живого дерева глубоко укоренилась в канадском конституционном праве, начиная с продуктивного на прецеденты конституционного дела Эдвардс против Канады (генерального прокурора), также известного как «дело о людях», в отношении которого лорд Сэнки заявил:

«Акт о Британской Северной Америке посадил в Канаде живое дерево, способное расти и развиваться в естественных для себя пределах».
Она также известна как теория прогрессивной интерпретации (прогрессивного толкования права). Это означает, что Конституция не может трактоваться подобно обычному закону. Наоборот, это должно производиться с учётом общественного окружения, чтобы она соответствовала изменившейся обстановке. Если интерпретация конституции твёрдо придерживается намерения отцов-основателей и зацикливается на прошлом, то Конституция не будет отражать современное общество и в конце концов выйдет из употребления.

Рассуждение с использованием «застывших понятий» противоречит одному из главных принципов интерпретации канадской конституции: наша Конституция — это живое дерево, которое с помощью прогрессивной интерпретации приспосабливается к реалиям современной жизни и реагирует на них.
— Верховный суд Канады в постановлении Справка об однополом браке, декабрь 2004
При толковании Канадской хартии прав и свобод также используют теорию живого дерева. Главный судья Антонио Ламер в Справке о британоколумбийском Законе об автомобилях (1985) выразился так: «Если вновь посаженное дерево, которым является Хартия, должно иметь возможность расти и приспосабливаться, то должен производиться необходимый уход, чтобы исторические материалы вроде Протоколов разбирательств и свидетельских показаний Специального объединённого комитета не становились препятствием для роста».